# NGC 570
NGC 570 é uma galáxia espiral barrada (SBa) localizada na direcção da constelação de Cetus. Possui uma declinação de -00° 56' 55" e uma ascensão recta de 1 horas, 28 minutos e 58,5 segundos.